# 吉佐 (所罗门群岛)

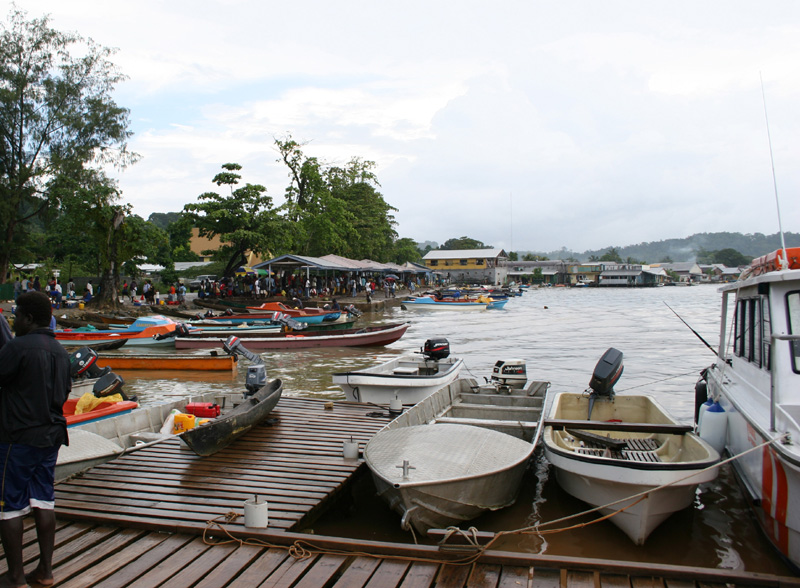
吉佐的海水锋面

吉佐（Gizo）是所罗门群岛的第二大城市，也是西部省的首府，2005年预计人口约6,154人。该地在离首都霍尼亚拉西北约380公里的吉佐岛上，正好位于科隆班加拉岛西南部。